# Daniel Barenboim

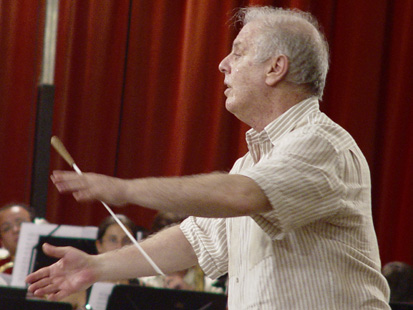
Daniel Barenboim podczas próby
z West-Eastern Divan Orchestra, 2005

Daniel Barenboim (ur. 15 listopada 1942 w Buenos Aires) – dyrygent i pianista pochodzenia żydowskiego.

## Życiorys

### Młodość
Urodził się w Argentynie. Jego dziadkowie byli aszkenazyjskimi Żydami, pochodzącymi z Rosji. Pierwsze lekcje gry na fortepianie zaczął pobierać w wieku pięciu lat od swojej matki, a później i ojca, Enrique. Pierwszy publiczny koncert dał w Buenos Aires, gdy miał siedem lat.
W 1952 rodzina wyjechała do Izraela. W tym samym roku Daniel debiutował jako pianista w Wiedniu i Rzymie. Dwa lata później, w lecie 1954, rodzice zabrali go do Salzburga, gdzie wziął udział w mistrzowskich lekcjach dyrygentury u Igora Markevitcha. Tego lata poznał też Wilhelma Furtwänglera, który usłyszawszy jego grę, zaproponował mu wykonanie I koncertu fortepianowego Beethovena z Berliner Philharmoniker. Ojciec Daniela nie zgodził się na to, argumentując że ze względu na niedawne wydarzenia II wojny światowej występ żydowskiego chłopca w Berlinie nie zostałby dobrze przyjęty. Furtwängler pozostał jednak mentorem Barenboima i wywarł ogromny wpływ na jego rozwój muzyczny.

### Kariera
W 1954 dwunastoletni Barenboim dokonał pierwszego nagrania płytowego. W 1955 podjął naukę teorii i kompozycji u Nadii Boulanger w Paryżu. W 1956 zadebiutował jako pianista w Londynie, a w 1957 w Nowym Jorku pod batutą Leopolda Stokowskiego. Następstwem tych sukcesów były tournées koncertowe po Europie, Ameryce Północnej i Południowej, Australii i Dalekim Wschodzie.
W 1966 debiutował jako dyrygent z English Chamber Orchestra w Londynie. Po tym wydarzeniu otrzymał wiele zaproszeń od orkiestr w Europie i Ameryce, a w roku 1975 został dyrektorem artystycznym Orchestre de Paris. Pozostał nim do 1989, kładąc duży nacisk na repertuar współczesny.
Jako dyrygent operowy debiutował w 1975, prowadząc Don Giovanniego Mozarta na Edinburgh Festival. W latach 1981–1999 występował regularnie na festiwalach w Bayreuth.
Od 1991 do 2006 był dyrektorem muzycznym Chicagowskiej Orkiestry Symfonicznej. Jego obowiązki w Ameryce były jednak na tyle absorbujące, że zrezygnował z posady. Od 1992 pełni funkcję dyrektora muzycznego Staatsoper Unter den Linden w Berlinie.
W 2001 roku, jako dojrzały i poważany muzyk, podczas koncertu z berlińską orkiestrą w Izraelu, przed wykonaniem drugiego bisu zapytał publiczność, czy może wykonać fragment opery Wagnera Tristan i Izolda. W Izraelu panował niepisany zakaz wykonywania muzyki Wagnera ze względu na jego antysemickie poglądy oraz fakt bycia ulubionym kompozytorem nazistów i Hitlera. Podczas emocjonującej trzydziestominutowej debaty słychać było krzyki „faszysta” oraz „muzyka obozów”, ostatecznie duże grono opuściło salę. Ci którzy zostali i wysłuchali bisu nagrodzili dyrygenta stojącą owacją, która poruszyła go do łez. Po koncercie spłynęła na niego fala krytyki, zwłaszcza ze strony izraelskich muzyków, wielu jednak doceniło jego próbę przełamania tabu i pokazania Wagnera jako genialnego kompozytora, a nie antysemity.
1 stycznia 2009, 2014 i 2022 prowadził koncert noworoczny w sali Musikverein w Wiedniu.
Od 2011 do końca 2014 był dyrektorem artystycznym mediolańskiej La Scali.
W 2009 został laureatem duńskiej Nagrody Fundacji Muzycznej Léonie Sonning.

## Życie prywatne
W latach 1967–1987 był żonaty z brytyjską wiolonczelistką, Jacqueline du Pré. Koncertowali na całym świecie – Barenboim występował z du Pré jako dyrygent i pianista. Choroba du Pré – zdiagnozowano u niej stwardnienie rozsiane – spowodowała, że w 1973, poruszająca się na wózku inwalidzkim, przerwała karierę muzyczną. Na początku lat 80. Barenboim związał się z pianistką Jeleną Baszkirową. Bezskutecznie ukrywał ten fakt przed du Pré. Wkrótce Baszkirowa urodziła dwoje dzieci: Davida (1982) i Michaela (1985). Barenboim i du Pré pozostali formalnie małżeństwem do jej śmierci w 1987. Rok później muzyk poślubił Baszkirową.
Daniel Barenboim posiada obywatelstwa Izraela i Argentyny oraz honorowe – Hiszpanii i Autonomii Palestyńskiej.

## Odznaczenia
- 2007 – Komandor Legii Honorowej (Francja)[5]
- 2007 – Kawaler Krzyża Wielkiego Orderu Zasługi Republiki Włoskiej (Włochy)[6]
- 2011 – Wielki Oficer Legii Honorowej (Francja)[7]
- 2011 – Rycerz Komandor Orderu Imperium Brytyjskiego (Wielka Brytania)[8]
- 2013 – Wielki Krzyż Zasługi z Gwiazdą i Wstęgą (Niemcy)[9]
- 2015 – Order Pour le Mérite (Niemcy)[10]
- 2023 – Krzyż Wielki Legii Honorowej (Francja)[11]

## Publikacje
- 2003 A Life in Music, Arcade Publishing, ISBN 1-55970-674-0
- 2004 Parallels and Paradoxes: Explorations in Music and Society (współautor: Edward W. Said), Vintage, ISBN 1-4000-7515-7

Paralele i paradoksy. Rozmowy o muzyce i społeczeństwie (współautor: Edward W. Said), PIW, Warszawa 2008, ISBN 978-83-06-03151-5
- 2009 Music Quickens Time, Verso, ISBN 1-84467-402-9